# Leggende sui Templari
L'alone di segretezza che circondava il potente ordine medioevale dei Cavalieri templari, e la rapidità con cui tale ordine scomparve nel giro di pochi anni hanno prodotto numerose leggende sui Templari. Queste sono di molti tipi: dalle connessioni dell'ordine con il Santo Graal alle presunte associazioni con la Massoneria. Le speculazioni sul conto dei Templari hanno di recente subìto un grande incremento di popolarità, dovuto in parte al successo di libri che mescolano dati storici con interpretazioni di fantasia come il romanzo best seller Il codice da Vinci.

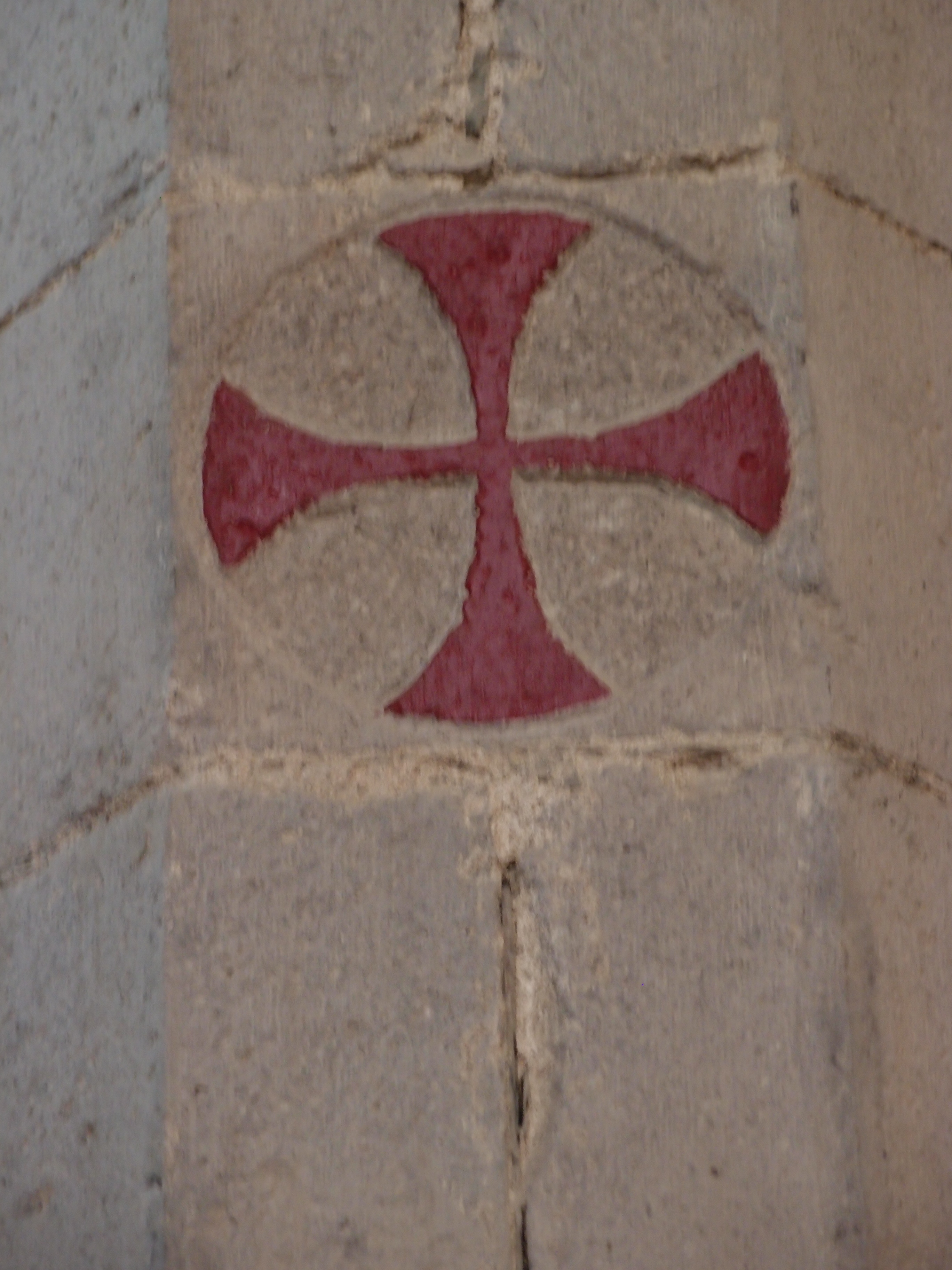
Insegna templare nella Basilica di Santa Maria, in Castelló d'Empúries.

In realtà i Cavalieri templari in seguito alla loro drammatica scomparsa cessarono presto di fare notizia: già alla fine del XIV secolo ci si era dimenticati di loro e della loro triste fine. Solo molti secoli dopo, durante l'Illuminismo, il tema dei templari tornò in auge e la fama degli antichi cavalieri fu sommersa da leggende riguardanti segreti e misteri che si vogliono tramandati da prescelti fin dai tempi antichi.

## Sedi leggendarie

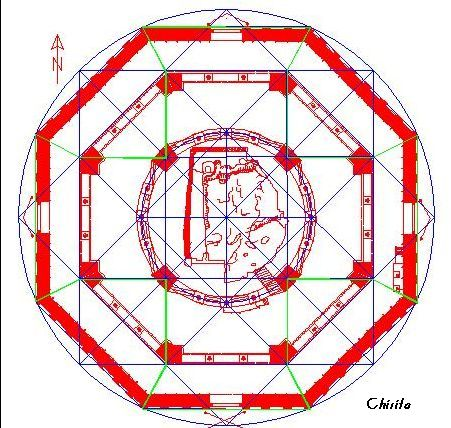
La pianta del tempio di Gerusalemme (qui con alcune linee di costruzione evidenziate) è una possibile fonte di ispirazione per gli edifici dei templari.

Sono molte le leggende che circondano la localizzazione della prima sede dei Templari sul Monte del Tempio, che era stato loro assegnato da re Baldovino II di Gerusalemme. I Templari vi operarono per circa 75 anni.
Il Monte del Tempio è sacro ad ebrei, cristiani e musulmani, e si crede si tratti del posto dove giacevano le rovine del Tempio di Salomone, oltre ad essere l'antico luogo di custodia dell'Arca dell'Alleanza. Libri pseudo storici come Il santo Graal (The Holy Blood and the Holy Grail, 1982) sostengono che i Templari avessero scoperto dei documenti nascosti tra le rovine del tempio, i quali "proverebbero" che Gesù fosse sopravvissuto alla crocifissione o che si fosse sposato con Maria Maddalena e ne avesse avuto dei figli. La supposizione che i Templari avessero trovato "qualcosa" sotto il monte del Tempio costituisce la base per molte delle speculazioni nate in seguito alla dissoluzione dell'ordine. Non esiste comunque alcuna prova concreta a supporto di questa teoria. È comunque documentato che i Templari avessero portato un frammento della Vera Croce in alcune battaglie, ma con ogni probabilità si trattava di un pezzo di legno la cui scoperta nel IV secolo è attribuita dalla tradizione a Elena, madre dell'imperatore Costantino.

## Reliquie
Altre leggende di moderna invenzione sostengono che il Santo Graal, o Sangreal, fu trovato dai Templari e portato in Scozia durante la soppressione dell'ordine nel 1307, e che si troverebbe ancora lì, sepolto nella Cappella di Rosslyn.
Altre recenti "scoperte" sostengono invece che il Santo Graal fu portato nella Spagna settentrionale, sotto la protezione dei Cavalieri templari.
Altre fonti sostengono invece che i Templari avessero scoperto i segreti dei Massoni che avevano costruito il primo ed il secondo tempio sul Monte del Tempio, oltre ad aver scoperto che l'Arca dell'Alleanza era stata portata in Etiopia prima della distruzione del Primo Tempio. Si fa allusione a tutto ciò nelle incisioni nella Cattedrale di Chartres, si noti che l'edificio porta le influenze di Bernardo di Chiaravalle, patrono dell'ordine. Sono state suggerite ulteriori connessioni sia sulla ricerca dell'Arca che sulla scoperta dei segreti dei massoni per l'esistenza della chiesa monolitica di San Giorgio (Bet Giorgis) a Lalibela in Etiopia; la chiesa effettivamente esiste, ma non risulta costruita dai Templari. Effettivamente, la chiesa etiope "Betam Jeorghis" è stata fatta costruire dall'imperatore Fasilladas, che visse e regnò in Etiopia attorno al 1600.
Alcuni ricercatori come Hugh J. Schonfield e altri marginali argomentano che i Cavalieri templari avrebbero potuto trovare il tesoro a cui farebbe riferimento l'enigmatico rotolo di rame degli Esseni di Qumran nei cunicoli nei pressi del Monte del Tempio. Essi suggeriscono che ciò potrebbe spiegare una delle imputazioni di eresia che sarebbero state poi usate contro i Cavalieri dagli inquisitori medioevali.

## Morti misteriose dei nemici dell'ordine
La rapida successione sul trono di Francia tra il 1314 e il 1328 degli ultimi quattro sovrani della dinastia dei Capetingi, ha portato molti a credere che la dinastia fosse maledetta, da cui il nome di "re maledetti" (rois maudits). Al trono di Francia infatti si susseguirono rapidamente i figli di Filippo IV: il regno di Luigi X durò solamente due anni, poiché morì ancora molto giovane, lasciando la moglie incinta di colui che sarebbe diventato il re successivo, Giovanni I, ma il bambino visse solamente cinque giorni prima di morire, probabilmente avvelenato. Il trono passò allora ad un altro dei figli di Filippo IV, Filippo V, che fu incoronato all'età di 23 anni, ma morì solamente sei anni dopo. Dato che non aveva figli, il trono passò al fratello, Carlo IV, ma morì anche lui dopo sei anni senza alcun erede maschio, estinguendo così la dinastia capetingia in linea diretta, a cui perciò successe il ramo cadetto in linea maschile dei Valois, escludendo dalla successione i rami originati dalla linea femminile, quali quelli dei sovrani di Navarra e quelli d'Inghilterra.
La leggenda vuole che Jacques de Molay, ultimo gran maestro dell'Ordine, poco prima di essere arso vivo avesse maledetto il re Filippo e il papa Clemente V, affermando che presto sarebbero comparsi davanti al giudizio di Dio. Papa Clemente in effetti morì un mese dopo di dissenteria e Filippo il Bello fu stroncato nel dicembre successivo dalle conseguenze di una caduta da cavallo, un incidente di caccia.
I commentatori dell'epoca, compiaciuti da un simile sviluppo della vicenda, riportavano spesso questa storia nelle loro cronache. Poiché, inoltre, sempre al momento della morte sul rogo, Jacques de Molay avrebbe dannato la casa di Francia "fino alla tredicesima generazione", in tempi più recenti si è diffusa la leggenda secondo cui l'esecuzione di Luigi XVI durante la Rivoluzione francese - che pose fine in qualche modo alla monarchia assoluta in Francia - sarebbe stata il coronamento della vendetta dei templari (alcuni storici sensazionalisti dell'epoca riportarono la notizia che il boia Charles-Henri Sanson, prima di calare la ghigliottina sulla testa del sovrano, gli avrebbe mormorato: «Io sono un Templare, e sono qui per portare a compimento la vendetta di Jacques de Molay»).

## Venerdì tredici
Molte storie moderne sostengono che la credenza secondo cui il giorno venerdì 13 porti sfortuna si sia originata venerdì 13 ottobre 1307, quando Filippo IV di Francia diede l'ordine di arrestare tutti i templari. Tuttavia, sebbene il numero tredici sia storicamente considerato un numero sfortunato (convenzionalmente i commensali dell'ultima cena sono 13), sembra che la sua associazione con il giorno venerdì risalga ai primi anni del XX secolo.

## Rivendicazioni moderne di presunte discendenze o continuità
A partire dal XVIII secolo e XIX secolo sono sorti numerosi gruppi che si vogliono rifare alla tradizione degli antichi Cavalieri templari, talora rivendicando una qualche forma di derivazione diretta. Si tratta di moderne associazioni laiche, che si richiamano in genere ai valori caritativi e cristiani.
Secondo molti gruppi neotemplari l'ordine sarebbe sopravvissuto nascostamente anche dopo la morte dell'ultimo maestro, Jacques de Molay, che prima di subire la condanna al rogo avrebbe affidato la propria carica al cavaliere Jean-Marc Larménius (o de l'Armenie). Quest'ultimo avrebbe redatto un documento (la cosiddetta Charta di Larménius o Charta transmissionis), che successivamente sarebbe stata via via firmata dai maestri segreti succeduti nel tempo. Il documento proverebbe la sopravvivenza dei Templari dopo il 1314, ma la maggioranza degli storici nutre forti dubbi sulla sua autenticità, o lo definisce apertamente un falso.
Tutt'oggi non esiste alcuna prova storicamente accertata della sopravvivenza dell'Ordine templare originale dopo il 1314, né del resto appare possibile tracciare, dopo quasi sette secoli dalla sospensione dell'ordine religioso da parte del papa, una qualche forma di discendenza storicamente valida, se non un legame puramente ideale. La Santa sede stessa ha chiarito più volte che non riconosce suddetti gruppi.
Anche alcuni riti della Massoneria hanno incardinato nel corso del tempo il nome dei Templari, ma non è mai stato provato alcun reale collegamento storico con l'antico ordine religioso.

## Cavalieri Templari in Scozia
Durante il periodo che va dal XIII al XIV secolo, l'Inghilterra, sotto il regno di Edoardo I, fu in guerra con la Scozia. Nel 1314, suo figlio Edoardo II affrontò gli scozzesi nella battaglia di Bannockburn. Secondo la leggenda, gli scozzesi vinsero grazie all'intervento dei Cavalieri templari a fianco del loro re Robert Bruce.
Sebbene i resoconti dell'epoca facciano menzione di un esercito sconosciuto giunto in soccorso del re scozzese, non è da escludere che si trattasse effettivamente dei Templari, muniti delle loro insegne e vessilli di guerra; lo stesso re di Scozia, essendo stato scomunicato dal Papa, potrebbe aver trovato nei Templari degli alleati, poiché anch'essi erano divenuti avversari del Papa e del re d'Inghilterra, dopo che quest'ultimo aveva iniziato a perseguitarli.
Questa leggenda è alla base dell'istituzione del Royal Order of Scotland concesso per invito nella Massoneria.

## Presunta scoperta del Nuovo Mondo

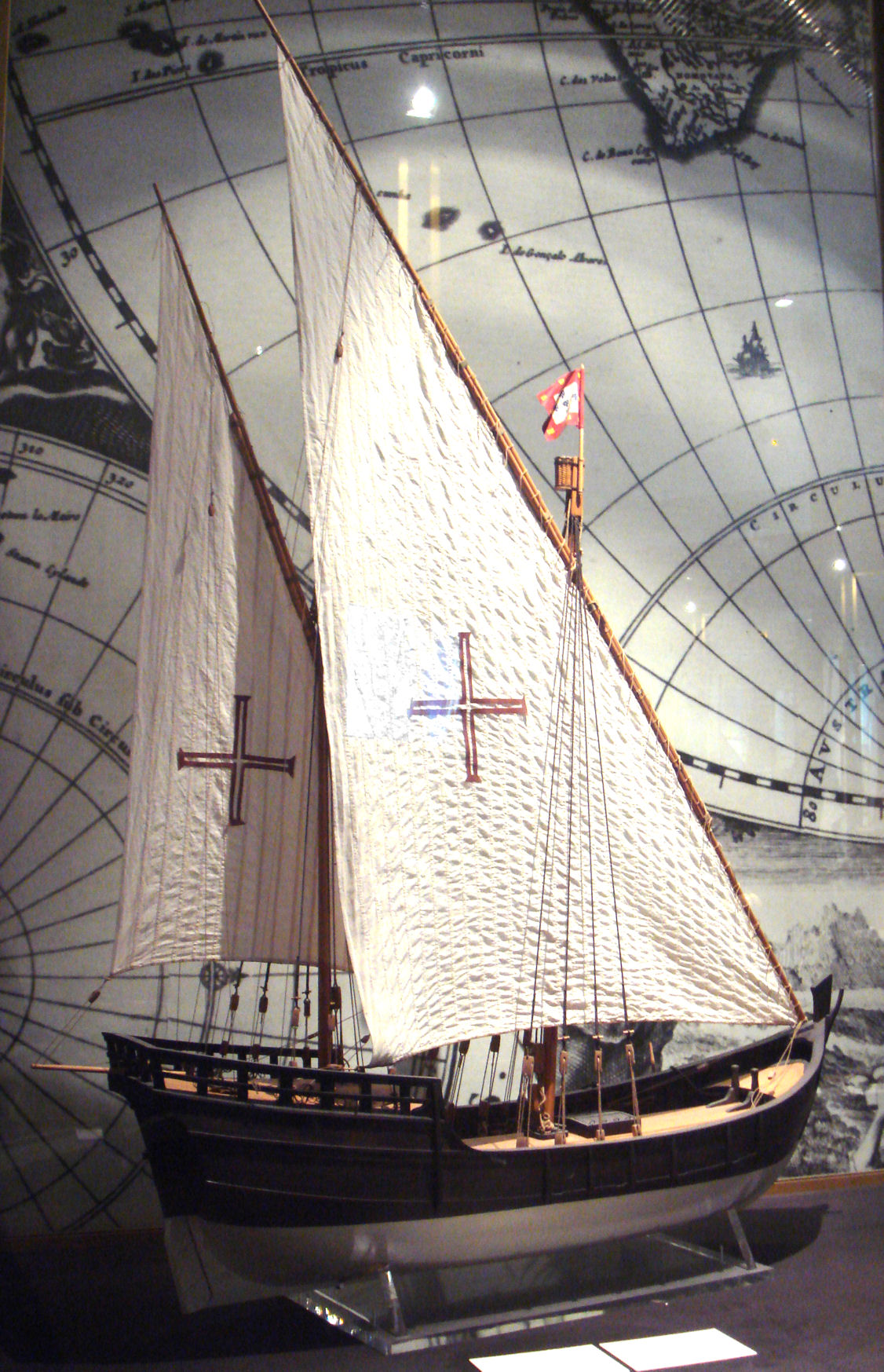
Caravella portoghese con insegna templare.

Sebbene l'ordine templare fosse stato sciolto nei primi anni del XIV secolo, alcuni credono che i Templari, che erano in possesso di una flotta consistente, possano aver attraversato l'oceano per raggiungere il Nuovo Mondo, seguendo vecchie rotte vichinghe. In Portogallo, i templari non furono sciolti, ma cambiarono il loro nome in Cavalieri di Cristo. Nel 1492, questo gruppo avrebbe fornito uomini per la spedizione di Cristoforo Colombo, e la croce dell'ordine sarebbe comparsa sulle vele delle sue navi.

## Leggendarie connessioni con altre organizzazioni
Ulteriori speculazioni riguardano i presunti legami dei templari con altri ordini e organizzazioni (reali o, in alcuni casi, leggendarie). Quest'ambito è particolarmente controverso poiché alcune fratellanze segrete, come la massoneria, cominciarono ad adottare simboli derivati dalle usanze e tradizioni templari a partire dal XVIII secolo. Un altro ordine moderno che rivendica discendenze dall'ordine templare è il Sovrano Ordine Militare del Tempio di Gerusalemme.
Gli storici revisionisti e i sostenitori delle teorie del complotto sostengono che i templari fossero in possesso di conoscenze segrete, collegandoli così ad una miriade di altri soggetti: i Rosacroce, i catari, il priorato di Sion, Re Artù e i Cavalieri della Tavola Rotonda, gli ermetici, gli ebioniti, Rex Deus, reliquie perdute o i vangeli di Giacomo il Giusto, Maria Maddalena o Gesù, Re Salomone, Mosè, e infine Hiram Abif e le religioni misteriche dell'antico Egitto.

## Origine del Jolly Roger
Una leggenda massonica narra di tre cavalieri templari partiti alla ricerca del luogo dell'esecuzione di Jacques de Molay. Una volta trovato il luogo esatto, rinvennero solamente il teschio ed i femori. Si dice che queste ossa fornirono ispirazione per la creazione del primo Jolly Roger, così che non si perdesse memoria dell'avvenimento.

## Presunti luoghi associati ai Templari
Esistono molti luoghi comunemente associati ai templari con vari gradi di attendibilità.
Una congettura citata molto spesso ha a che fare con un dipinto sulla volta di un edificio Templare a Templecombe in Inghilterra. Secondo alcuni questo dipinto, oggi visibile nella St Mary's Church del villaggio, commissionato dai Templari mostra una immagine di Cristo e della testa mozzata di Giovanni il Battista.

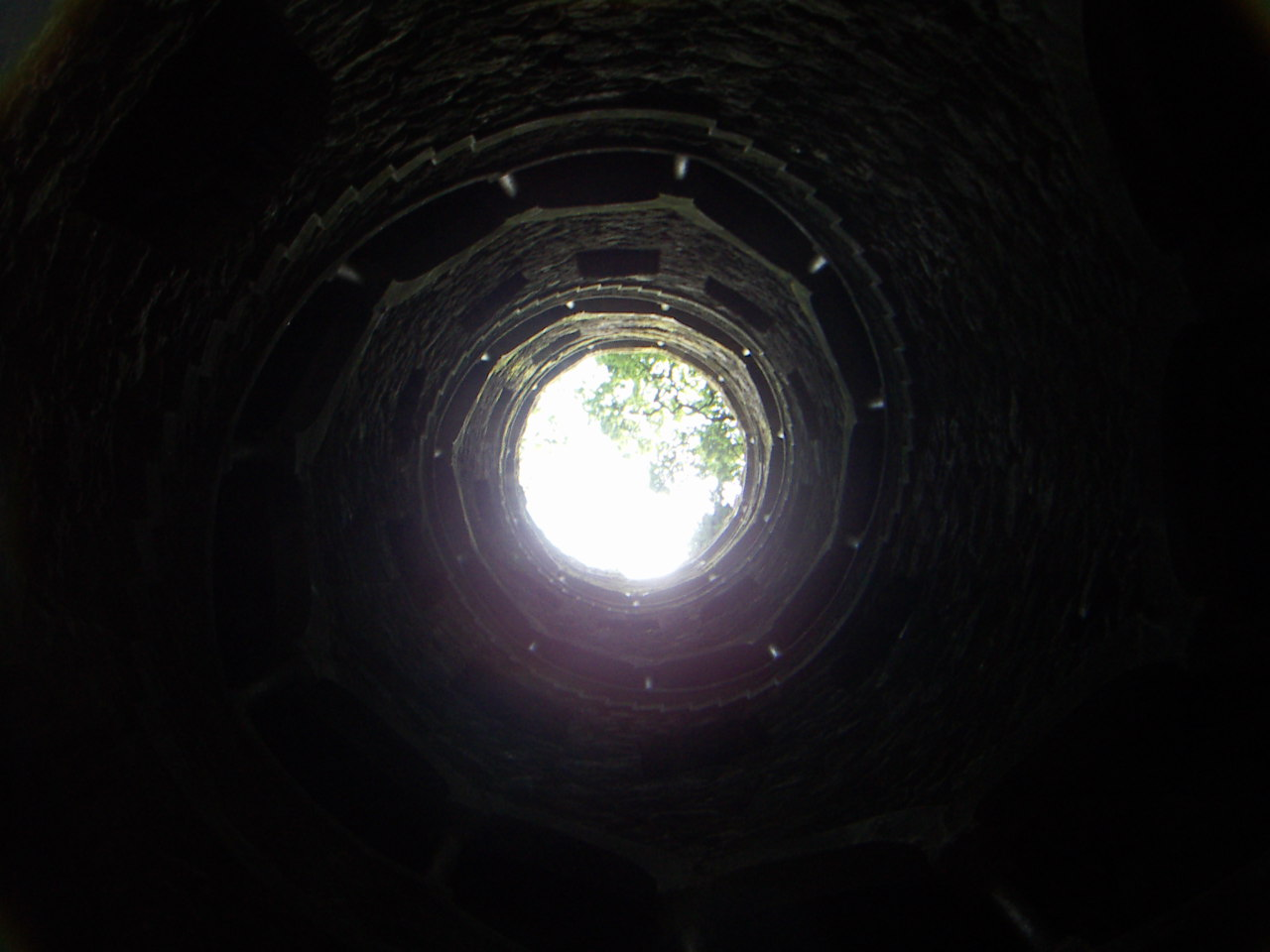
Pozzo dell'Iniziazione: architettura basata sul simbolismo dei cavalieri templari, Rosacroce e massoneria alla "Quinta da Regaleira" (1892-1910), Sintra, Portogallo

Segue un elenco di luoghi che sono stati associati ai templari da leggende o da opere di finzione, ma i cui legami con l'ordine non sono sostenuti da prove concrete.
- Pozzo delle Anime a Gerusalemme
- Isola di Oak, Nova Scotia (ipotetico avamposto nel Nuovo Mondo)[13]
- Chiesa a Laon, in Francia
- Chiesa circolare di Lanleff in Bretagna, Francia
- Il castello di Barberà in Spagna
- Il castello di Ponferrada, un villaggio in León, Spagna
- Cappella Chwarszczany in Polonia
- Bannockburn, luogo della battaglia di Bannockburn in Scozia
- Cappella di Rosslyn e la Chiesa di Orphir in Scozia
- Hertford, Inghilterra[18]
- Holy Sepulchre a Cambridge, Inghilterra[19]
- St Sepulchre's a Northampton, Inghilterra
- La cappella saint-Georges d'Ydes in Francia
- Chiesa di San Jacopo in Campo Corbolini, a Firenze, in Italia
- Ospedale di San Giovanni di Gerusalemme, Longara (Vicenza) Italia
- Castello di Almourol, Portogallo
- Temple Bruer, nel Lincolnshire
- Trinity Church, Wall Street, a New York